# Édouard de Keyser
Édouard de Keyser, né le 1er juillet 1883 à Ypres (province de Flandre-Occidentale) et mort le 11 mai 1974 à Nice (Alpes-Maritimes), est un écrivain voyageur belge. Il a écrit sous son patronyme et sous les pseudonymes Edmond Ro Mazières, Alain Duval, Edmond Romazières et Alba d'Oro. 

## Biographie
Édouard Gustave Isidore Aimé Dekeyser naît le 1er juillet 1883 à Ypres.
Édouard de Keyser est un l'auteur de nombreux romans sentimentaux, de romans policiers (notamment avec le personnage de Vincent Crapotte), d'aventures et de romans pour la jeunesse.
De 1961 à 1974, il est un membre assidu de la société Le Vieux Papier, à laquelle il a fourni plusieurs articles remarquables[non neutre], notamment sur les vues d’optique, qu'il collectionnait. Il est aussi l’auteur de la première « table » (index) des articles parus dans la revue Le Vieux Papier de 1900 à 1969.
Il a été officier dans l'armée belge.
Il meurt le 11 mai 1974 à Nice à l'âge de 90 ans.